# The Easybeats

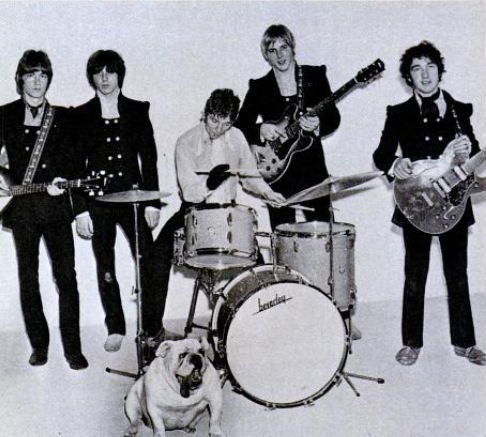
The Easybeats 1967

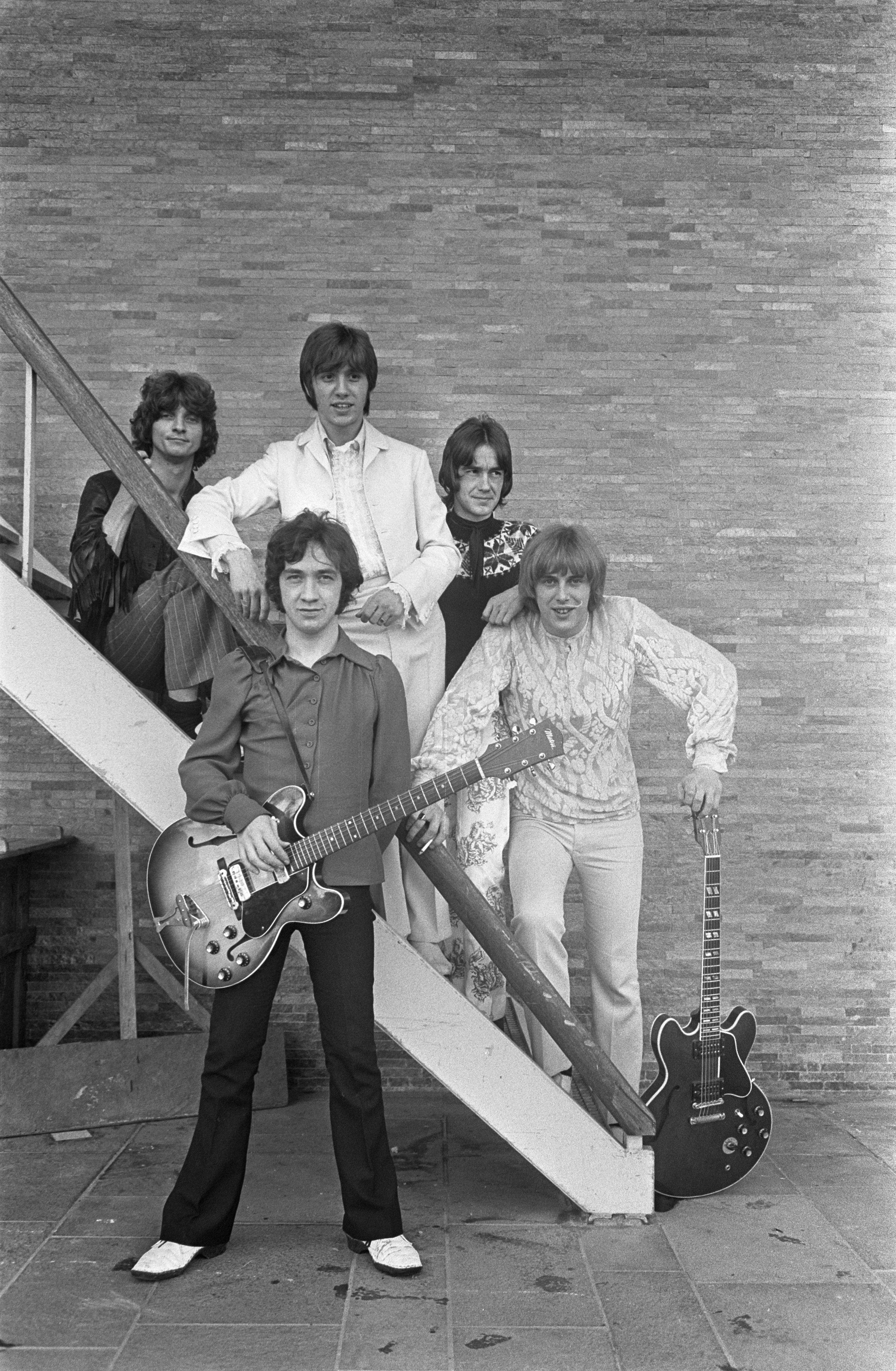
The Easybeats 1968

The Easybeats var ett australiskt rockband bildat i Sydney 1964. Bandmedlemmarna härstammade ursprungligen från Nederländerna och Storbritannien. Medlemmarna var Stevie Wright (sång), Harry Vanda (gitarr, sång), George Young (kompgitarr), Dick Diamonde (basgitarr) och Gordon Fleet (trummor). Fleet ersattes av Tony Cahill 1967.
Mellan 1965 och 1966 hade de ett flertal hitsinglar i Austrailen, till exempel "She's So Fine" och "Come and See Her". Deras största hitsingel både i Amerika och Europa var "Friday on My Mind" 1966. David Bowie spelade in denna låt till sin cover-LP Pin Ups 1973. De fick även en mindre hit 1968 i Storbritannien och Nederländerna med "Hello, How Are You". En av de sista låtarna de spelade in var 1969 års "St. Louis"; bandet upplöstes samma år. Tony Cahill blev sedan medlem i Python Lee Jackson.
Deras kompgitarrist George Young är bror till Angus och Malcolm Young i AC/DC. George och hans kompis Harry Vanda fick senare hand om ett skivbolag och producerade samtliga AC/DC:s album med Bon Scott utom Highway to Hell (1979). Vanda och Young bildade på 1970-talet studioensemblen Flash and the Pan.